# Grammodes stolida
Grammodes stolida és una espècie de papallona nocturna de la subfamília Erebinae i la família Erebidae. Pertany a la tribu Ophiusini.

## Distribució
Es troba a Àfrica, sud d'Europa, la major part d'Àsia i Austràlia. Emigra cap al centre i nord d'Europa arribant a Anglaterra, Dinamarca i Finlàndia.

## Descripció
Les ales anteriors tenen coloració marronosa i negra, amb una àrea grisa i franges clares. Les ales posteriors són de coloració verd oliva amb una franja blanca i una taca blanca rodona.

## Biologia
Hi ha diverses generacions per any. Els adults volen de febrer a octubre.
Les larves són de color groc vermellós, més pàl·lides al dors i al llarg dels espiracles, marcats amb fines ratlles longitudinals negres i ratlles grises fosques.
Les larves s'alimenten d'espècies de Paliurus, Rubus, Tribulus, Coriaria i Quercus.

## Galeria

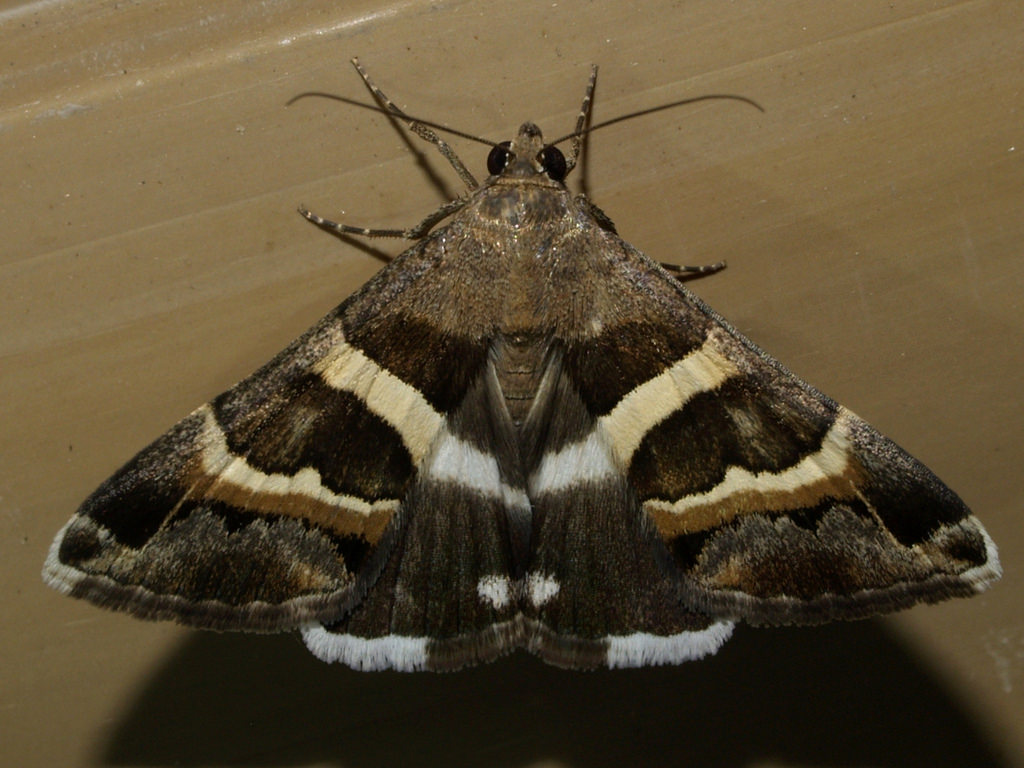
Grammodes stolida
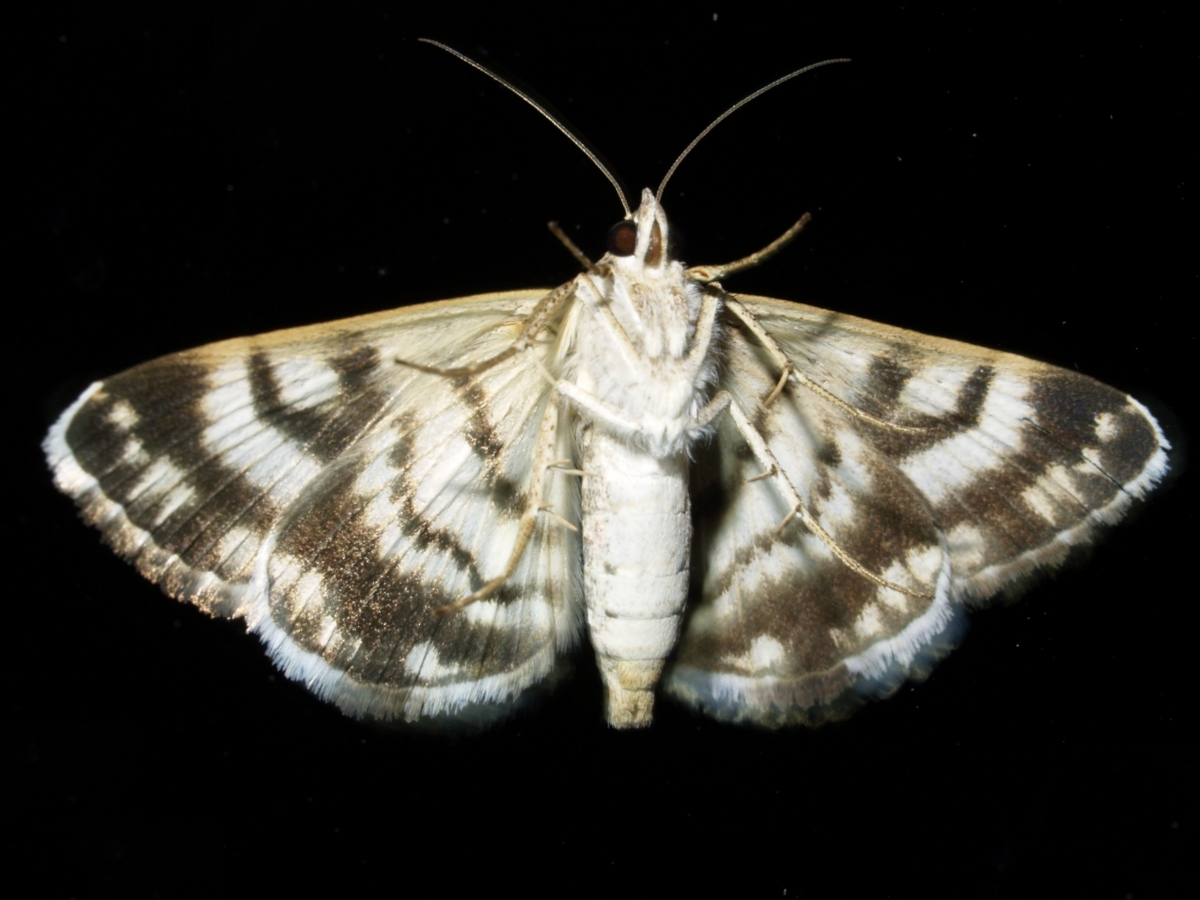
Grammodes stolida (vista ventral)
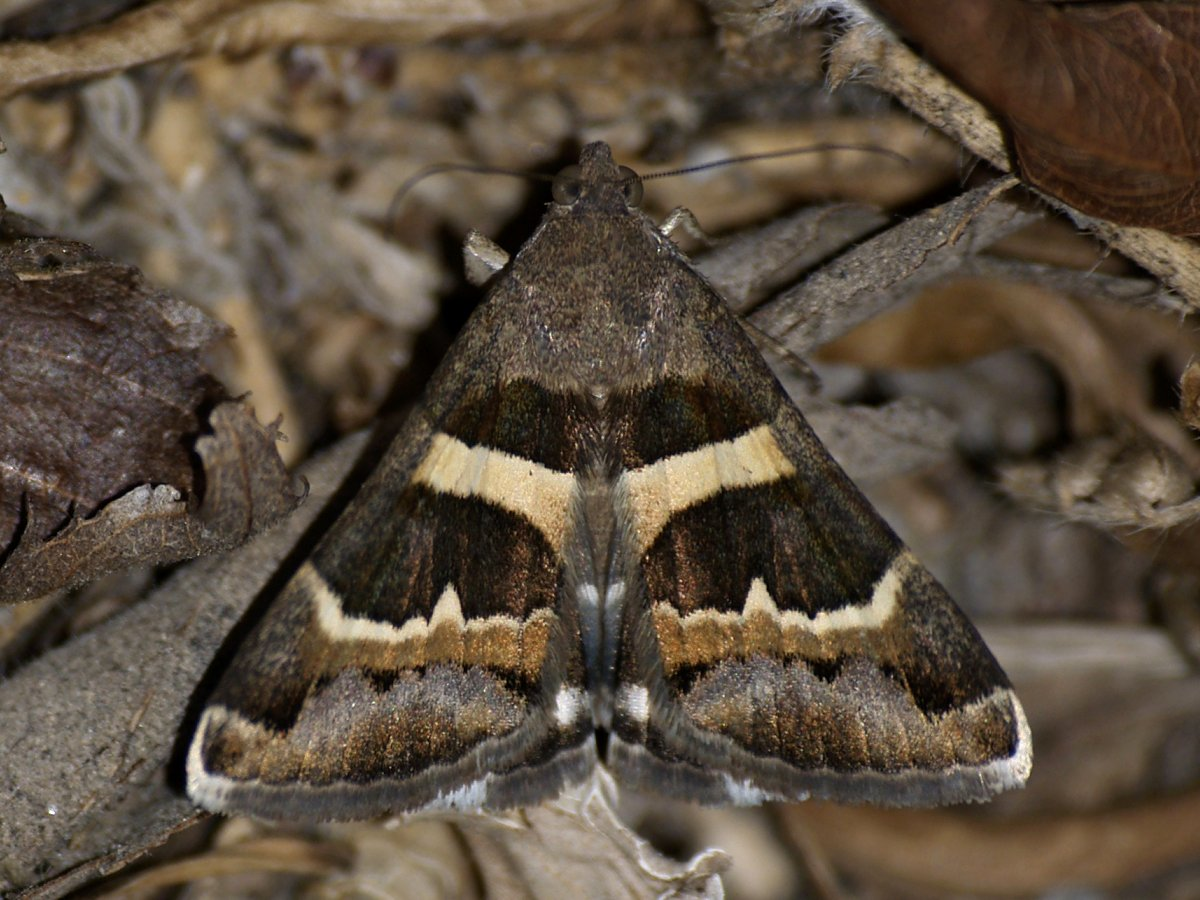
Grammodes stolida
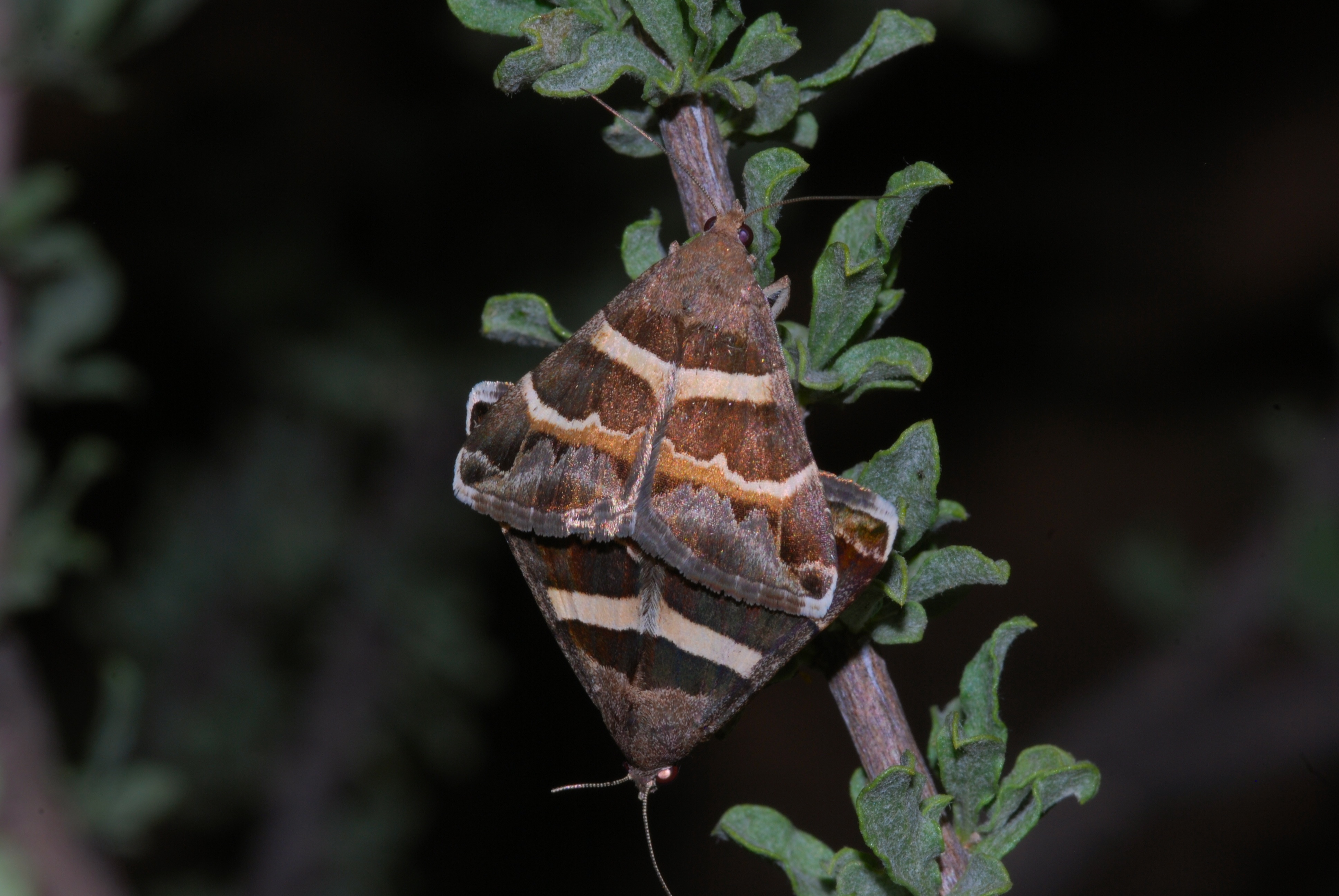
Grammodes stolida (còpula)